# Antonio Portales
Juan Antonio Portales Villarreal (* 16. Mai 1996 in Tampico) ist ein mexikanischer Fußballspieler, der auf der Position des Innenverteidigers zuletzt beim FC Dundee in der Scottish Premiership unter Vertrag stand.

## Karriere
Antonio Portales wurde in Tampico, einer Hafenstadt im äußersten Süden des mexikanischen Bundesstaats Tamaulipas geboren. Portales begann seine Karriere in den Jugendmannschaften des CF Monterrey. In der Saison 2014/15 absolvierte Portales drei Spiele für die erste Mannschaft in der Liga MX. Dabei wurde er jeweils gegen León, Club América und Chiapas eingewechselt. In den folgenden drei Spielzeiten kam er zu keinem Ligaeinsatz, stand aber häufig im Spieltagskader. In der Copa México absolvierte er für Monterrey insgesamt 20 Pokalspiele und erzielte ein Tor. Im Jahr 2017 gewann er mit Monterrey die Apertura Copa México. Im Juli 2018 wurde Portales für zwei Jahre an den mexikanischen Zweitligisten Atlético San Luis verliehen. In der Saison 2018/19 gewann er mit San Luis die Apertura 2018 und Clausura 2019. Portales kam jedoch während der Leihe nur in neun Ligaspielen zum Einsatz. Im Dezember 2020 kehrte er zu seinem Stammverein zurück, bevor er im Januar 2021 zum Zweitligisten Alebrijes de Oaxaca FC wechselte. In Oaxaca wurde Portales direkt Stammspieler. Im Juli 2022 wechselte Portales innerhalb der Liga zu CF Atlante.
Am 16. Juni 2023 unterschrieb Portales einen Vertrag beim schottischen Erstligaaufsteiger FC Dundee. Sein Debüt für den Verein gab er im Juli 2023 bei einem 3:1-Sieg in der Gruppenphase des schottischen Ligapokals gegen den FC Dumbarton. Bei seinem Debüt in der Scottish Premiership im Heimspiel gegen den FC Motherwell am 5. August 2023 wurde Portales in der sechsten Spielminute mit einer Knieverletzung ausgewechselt und fiel mehrere Wochen aus. Nachdem er sich als tragende Säule in der Verteidigung von Dundee etabliert hatte, erlitt Portales bei einem Auswärtsspiel im Dezember 2023 bei den Glasgow Rangers eine Oberschenkelverletzung, die ihn Wochenlang aussetze. Portales erzielte sein erstes Tor für Dundee am 28. April 2024 in einem Heimspiel im Dens Park gegen Celtic Glasgow, das mit 1:2 verloren wurde. Am vorletzten Spieltag der Saison 2023/24 gelang dem Abwehrspieler gegen die Rangers bei einer 2:5-Niederlage erneut ein Tor.